# John Wilkinson Taylor
John Wilkinson Taylor (ur. 2 września 1906 w Covington, w stanie Kentucky, zm. 11 grudnia 2001 w Denver, w stanie Colorado) – amerykański pedagog, dyrektor generalny UNESCO w latach 1952–1953.

## Życiorys
W czasie II wojny światowej służył w wojsku amerykańskim jako oficer. Posiadał doktorat z filozofii uzyskany na Columbia University Teachers College. W latach 1947–1950 był prezydentem (rektorem) Uniwersytetu Louisville (University of Louisville) i działał na rzecz zniesienia segregacji rasowej w stanie Kentucky. W latach 1951–1954 był zastępcą dyrektora generalnego UNESCO, zaś w latach 1952–1953 tymczasowo dyrektorem generalnym UNESCO po przedwczesnym ustąpieniu z urzędu Jaime Torresa Bodeta. Urząd sprawował do czasu wyboru Luthera Evansa.
Był trzykrotnie żonaty. Pierwsze małżeństwo z Katherine Willis Wright zakończyło się rozwodem, natomiast jego dwie kolejne żony Helen Hutchinson Greene i June Cornell Fairbank, zmarły.